# Psila fimetaria
Psila fimetaria is een vliegensoort uit de familie van de wortelvliegen (Psilidae). De wetenschappelijke naam is gepubliceerd in 1761 door Linnaeus.